# 李筱瑜
李筱瑜（1977年8月12日—）是台南新營人，台灣鐵人三項選手，也是台灣首位職業鐵人三項女性選手，以及首位拿下國際賽事冠軍的台灣選手。被稱作「台灣鐵人一姐」。2018年，在參加完澎湖鐵人賽事後，李筱瑜宣布未來不再以職業身份參賽，告別鐵人職業生涯。

## 生平
出生於高雄市，17歲時因跑步時車禍，一度下半身無法行動，經復健後恢復。25歲時開始接觸鐵人三項，後以業餘選手身份參與多項比賽，同時也參加馬拉松、登高賽、自行車賽和越野挑戰賽等比賽，2012年底轉戰為鐵人三項職業選手。2018年，決定告別鐵人職業生涯，不再以職業選手參賽。

## 參加賽事
- 2006年代表中華民國參加杜哈亞運鐵人三項項目。[4]
- 2010年獲得奪得海南島226公里超級鐵人賽冠軍，同時取得夏威夷鐵人賽資格（台灣第一人），並拿下女子組第3名。  [5]
- 2013-2015年在日本北海道超級鐵人三項比賽，於女子職業組獲得三連霸。[6]
- 2015年，台灣第一位以職業選手身份參加夏威夷226超級鐵人賽賽事

## 著作
- 《小短腿來了！三鐵一姐李筱瑜的鐵人之路》，早安財經出版，2015年10月 ISBN 9789866613746

## 外部連結
- 李筱瑜Shiao-Yu Li 三鐵一姐的Facebook專頁